# Colombie aux Jeux olympiques d'été de 2016
La Colombie participe aux Jeux olympiques d'été de 2016 à Rio de Janeiro au Brésil du 5 août au 21 août. Il s'agit de sa 19e participation à des Jeux d'été.

## Médailles
| Médaille | Nom                  | Sport         | Compétition           | Date    |
| -------- | -------------------- | ------------- | --------------------- | ------- |
| Or       | Óscar Figueroa       | Haltérophilie | Moins de 62 kg hommes | 8 août  |
| Or       | Caterine Ibargüen    | Athlétisme    | Triple saut femmes    | 14 août |
| Or       | Mariana Pajón        | BMX           | BMX féminin           | 19 août |
| Argent   | Yuri Alvear          | Judo          | Moins de 70 kg femmes | 10 août |
| Argent   | Yuberjén Martínez    | Boxe          | Moins de 49 kg hommes | 14 août |
| Bronze   | Luis Javier Mosquera | Haltérophilie | Moins de 69 kg hommes | 14 août |
| Bronze   | Ingrit Valencia      | Boxe          | Moins de 51 kg femmes | 18 août |
| Bronze   | Carlos Ramírez       | Cyclisme      | BMX masculin          | 19 août |

## Épreuves

### Athlétisme

#### Courses
| Athlètes                                                   | Compétitions          | Série         | Série | Demi-Finales | Demi-Finales | Finale          | Finale  |
| ---------------------------------------------------------- | --------------------- | ------------- | ----- | ------------ | ------------ | --------------- | ------- |
| Athlètes                                                   | Compétitions          | Temps         | Rang  | Temps        | Rang         | Temps           | Rang    |
| Bernardo Baloyes                                           | 200 mètres            | 20 s 78       | 8e    | Éliminé      | Éliminé      | Éliminé         | Éliminé |
| Diego Palomeque                                            | 400 mètres            | 46 s 48       | 6e    | Éliminé      | Éliminé      | Éliminé         | Éliminé |
| Rafith Rodríguez                                           | 800 mètres            | 1 min 46 s 65 | 5e    | Éliminé      | Éliminé      | Éliminé         | Éliminé |
| Andres Ruiz                                                | Marathon              | NC            | NC    | NC           | NC           | 2 h 22 min 09 s | 79e     |
| Gerald Giraldo                                             | Marathon              | NC            | NC    | NC           | NC           | 2 h 23 min 48 s | 88e     |
| Diego Colorado                                             | Marathon              | NC            | NC    | NC           | NC           | 2 h 31 min 20 s | 125e    |
| Yeison Rivas                                               | 110 mètres haies      | 13 s 84       | 5e    | Éliminé      | Éliminé      | Éliminé         | Éliminé |
| Anthony Zambrano Diego Palomeque Carlos Lemos Jhon Perlaza | Relais 4 × 400 mètres | 3 min 01 s 84 | 6e    | NC           | NC           | Éliminé         | Éliminé |
| Esteban Soto                                               | 20 km marche          | NC            | NC    | NC           | NC           | 1 h 20 min 36 s | 9e      |
| Éider Arévalo                                              | 20 km marche          | NC            | NC    | NC           | NC           | 1 h 21 min 36 s | 15e     |
| Luis López                                                 | 20 km marche          | NC            | NC    | NC           | NC           | 1 h 22 min 32 s | 29e     |
| Jorge Armando Ruiz                                         | 50 km marche          | NC            | NC    | NC           | NC           | 3 h 51 min 42 s | 17e     |
| José Leonardo Montana                                      | 50 km marche          | NC            | NC    | NC           | NC           | DNF             | /       |
| James Rendón                                               | 50 km marche          | NC            | NC    | NC           | NC           | DSQ             | /       |

#### Concours
| Athlètes        | Compétitions     | Série    | Série | Finale   | Finale  |
| --------------- | ---------------- | -------- | ----- | -------- | ------- |
| Athlètes        | Compétitions     | Résultat | Rang  | Résultat | Rang    |
| Jhon Murillo    | Triple saut      | 16,78 m  | 8e    | 17,09 m  | 5e      |
| Mauricio Ortega | Lancer du disque | 61,62 m  | 18e   | Éliminé  | Éliminé |

### Femmes

#### Course
| Athlètes          | Compétitions     | Série         | Série | Demi-Finales | Demi-Finales | Finale          | Finale  |
| ----------------- | ---------------- | ------------- | ----- | ------------ | ------------ | --------------- | ------- |
| Athlètes          | Compétitions     | Temps         | Rang  | Temps        | Rang         | Temps           | Rang    |
| Evelyn Rivera     | 100 mètres       | 11 s 59       | 6e    | Éliminé      | Éliminé      | Éliminé         | Éliminé |
| Eliecith Palacios | 100 mètres       | 11 s 48       | 5e    | Éliminé      | Éliminé      | Éliminé         | Éliminé |
| Muriel Coneo      | 1 500 mètres     | 4 min 09 s 50 | 10e   | Éliminé      | Éliminé      | Éliminé         | Éliminé |
| Angie Orjuela     | Marathon         | NC            | NC    | NC           | NC           | 2 h 37 min 05 s | 43e     |
| Erika Abril       | Marathon         | NC            | NC    | NC           | NC           | 2 h 44 min 05 s | 73e     |
| Kellys Arias      | Marathon         | NC            | NC    | NC           | NC           | DNF             | /       |
| Brigitte Merlano  | 100 mètres haies | 13 s 09       | 5e    | Éliminé      | Éliminé      | Éliminé         | Éliminé |
| Sandra Arenas     | 20 km marche     | NC            | NC    | NC           | NC           | 1 h 35 min 40 s | 32e     |
| Yeseida Carillo   | 20 km marche     | NC            | NC    | NC           | NC           | 1 h 36 min 28 s | 38e     |
| Sandra Galvis     | 20 km marche     | NC            | NC    | NC           | NC           | DNF             | /       |

### Cyclisme

#### Cyclisme sur route
Hommes
| Athlète            | Compétition     | Temps           | Rang |
| ------------------ | --------------- | --------------- | ---- |
| Esteban Chaves     | Course en ligne | 6 h 13 min 39 s | 21e  |
| Sergio Henao       | Course en ligne | non terminé     | NC   |
| Miguel Ángel López | Course en ligne | non terminé     | NC   |
| Rigoberto Urán     | Course en ligne | non terminé     | NC   |
| Jarlinson Pantano  | Course en ligne | non terminé     | NC   |

Femmes
| Athlète      | Compétition     | Temps           | Rang |
| ------------ | --------------- | --------------- | ---- |
| Ana Sanabria | Course en ligne | 4 h 01 min 29 s | 41e  |

#### Cyclisme sur piste
Vitesse
| Athlète | Compétition                 | Qualification | Qualification | 1er tour                 | Repêchages 1             | 2e tour                  | Repêchages 2             | Quarts de finale         | Demi-finales             | Finale                   | Finale |
| Athlète | Compétition                 | Temps Vitesse | Rang          | Adversaire Temps Vitesse | Adversaire Temps Vitesse | Adversaire Temps Vitesse | Adversaire Temps Vitesse | Adversaire Temps Vitesse | Adversaire Temps Vitesse | Adversaire Temps Vitesse | Rang   |
| ------- | --------------------------- | ------------- | ------------- | ------------------------ | ------------------------ | ------------------------ | ------------------------ | ------------------------ | ------------------------ | ------------------------ | ------ |
|         | Vitesse individuelle hommes |               |               |                          |                          |                          |                          |                          |                          |                          |        |
|         |                             |               |               |                          |                          |                          |                          |                          |                          |                          |        |
|         | Vitesse individuelle femmes |               |               |                          |                          |                          |                          |                          |                          |                          |        |

Keirin
| Athlète | Compétition   | 1er tour | Repêchage | 2e tour | Finale |
| Athlète | Compétition   | Rang     | Rang      | Rang    | Rang   |
| ------- | ------------- | -------- | --------- | ------- | ------ |
|         | Keirin hommes |          |           |         |        |
|         | Keirin femmes |          |           |         |        |

Omnium
| Athlète          | Compétition   | Scratch | Poursuite | Poursuite | Élimination | Contre-la-montre | Contre-la-montre | Tour lancé | Tour lancé | Course aux points | Course aux points | Total | Rang |
| Athlète          | Compétition   | Rang    | Temps     | Rang      | Rang        | Temps            | Rang             | Temps      | Rang       | Points            | Rang              | Total | Rang |
| ---------------- | ------------- | ------- | --------- | --------- | ----------- | ---------------- | ---------------- | ---------- | ---------- | ----------------- | ----------------- | ----- | ---- |
| Fernando Gaviria | Omnium hommes |         |           |           |             |                  |                  |            |            |                   |                   |       |      |

#### VTT
| Athlète          | Compétition              | Temps | Rang |
| ---------------- | ------------------------ | ----- | ---- |
| Jhonnatan Botero | Cross-country VTT hommes |       |      |

#### BMX
| Athlète        | Compétition | Qualifications | Qualifications | Quarts de finale | Quarts de finale | Demi-finales | Demi-finales | Finale   | Finale |
| Athlète        | Compétition | Résultat       | Rang           | Résultat         | Rang             | Résultat     | Rang         | Résultat | Rang   |
| -------------- | ----------- | -------------- | -------------- | ---------------- | ---------------- | ------------ | ------------ | -------- | ------ |
| Carlos Oquendo | BMX hommes  |                |                |                  |                  |              |              |          |        |
| Carlos Ramírez | BMX hommes  |                |                |                  |                  |              |              |          |        |
| Mariana Pajón  | BMX femmes  |                |                | NC               | NC               |              |              |          |        |

### Football

#### Tournoi féminin
L'équipe de Colombie féminine de football gagne sa place pour les Jeux lors de la Copa América féminine 2014.

#### Tournoi masculin
L'équipe de Colombie olympique de football gagne sa place pour les Jeux en battant en barrages les États-Unis.

### Rugby à sept

#### Tournoi féminin
L'équipe de Colombie de rugby à sept féminin gagne sa place en tant que championne d'Amérique du Sud 2015.
Effectif
Entraîneur principal : Laurent Palau
| Arrières | Arrières          | Avants | Avants             |
| -------- | ----------------- | ------ | ------------------ |
| 2        | Nathalie Marchino | 1      | Nicole Acevedo     |
| 4        | Khaterinne Medina | 3      | Alejandra Betancur |
| 6        | Isabel Romero     | 5      | Ana Ramírez        |
| 8        | Solangie Delgado  | 7      | Estefanía Ramírez  |
| 9        | Camila Lopera     | 10     | Guadalupe López    |
| 11       | Sharon Acevedo    |        |                    |
| 12       | Laura González    |        |                    |

Phase de poules
| Rang | Pays       | J | V | N | D | Pm  | Pe  | Diff | Pts |
| ---- | ---------- | - | - | - | - | --- | --- | ---- | --- |
| 1    | Australie  | 3 | 2 | 1 | 0 | 101 | 12  | +89  | 8   |
| 2    | Fidji      | 3 | 2 | 0 | 1 | 48  | 43  | +5   | 7   |
| 3    | États-Unis | 3 | 1 | 1 | 1 | 67  | 24  | +43  | 6   |
| 4    | Colombie   | 3 | 0 | 0 | 3 | 0   | 137 | -137 | 3   |

|  | Qualifié pour les quarts de finale    |
|  | Qualifié pour le classement de 9 à 12 |

Le détail des rencontres de poule de l'équipe est le suivant :
| 6 août 2016 13 h 30 UTC-3 | Australie | 53 - 0 (27 - 0) | Colombie | stade de Deodoro, Rio de Janeiro |
| 6 août 2016 13 h 30 UTC-3 | Essai(s) : Williams (1re), Caslick (3e, 7e, 8e), Tonegato (5e), Parry (7e), Beck (10e, 13e), Turner (12e) Transformation(s) : Dalton (3e, 8e, 10e), Etheridge (13e) |                 |          | stade de Deodoro, Rio de Janeiro |
| 6 août 2016 13 h 30 UTC-3 | |                 |          | stade de Deodoro, Rio de Janeiro |

| 6 août 2016 18 h UTC-3 | États-Unis | 48 - 0 (24 - 0) | Colombie | stade de Deodoro, Rio de Janeiro |
| 6 août 2016 18 h UTC-3 | Essai(s) : Kelter (1re, 4e), Doyle (6e), Johnson (7e, 13e), Javelet (8e), Carlyle (11e), Faavesi (14e) Transformation(s) : Kelter (1re, 4e), Baravilala (8e, 11e) |                 |          | stade de Deodoro, Rio de Janeiro |
| 6 août 2016 18 h UTC-3 | |                 |          | stade de Deodoro, Rio de Janeiro |

| 7 août 2016 13 h UTC-3 | Fidji | 36 - 0 (24 - 0) | Colombie | stade de Deodoro, Rio de Janeiro |
| 7 août 2016 13 h UTC-3 | Essai(s) : Daveau (1re, 3e), Tinai (5e), Roqica (7e), Riwai (9e), Nagasau (14e) Transformation(s) : Tinai (1re, 5e), Riwai (9e) |                 |          | stade de Deodoro, Rio de Janeiro |
| 7 août 2016 13 h UTC-3 | |                 |          | stade de Deodoro, Rio de Janeiro |

### Natation
| Athlète       | Épreuve      | Séries     | Séries | Demi-finales  | Demi-finales | Finale  | Finale  |
| Athlète       | Épreuve      | Temps      | Rang   | Temps         | Rang         | Temps   | Rang    |
| ------------- | ------------ | ---------- | ------ | ------------- | ------------ | ------- | ------- |
| Jorge Murillo | 100 m brasse | 59 s 93 RN | 14e Q  | 1 min 00 s 81 | 16e          | Éliminé | Éliminé |

### Tir à l'arc
| Athlète     | Compétition | Tour préliminaire | Tour préliminaire | 1er tour                              | 2e tour          | 3e tour          | Quarts de finale | Demi-finales     | Match pour la médaille de bronze | Match pour la médaille de bronze | Finale           | Finale |
| Athlète     | Compétition | Score             | Rang              | Adversaire Score                      | Adversaire Score | Adversaire Score | Adversaire Score | Adversaire Score | Adversaire Score                 | Rang                             | Adversaire Score | Rang   |
| ----------- | ----------- | ----------------- | ----------------- | ------------------------------------- | ---------------- | ---------------- | ---------------- | ---------------- | -------------------------------- | -------------------------------- | ---------------- | ------ |
| Andrés Pila | Individuel  | 654               | 43e               | Battu par Khairul Anuar Mohamad 0 - 6 | non qualifié     | non qualifié     | non qualifié     | non qualifié     | non qualifié                     | non qualifié                     | non qualifié     | 33e    |
| Ana Rendón  | Individuel  | 641               | 18e               | Battue par Guendalina Sartori 0 - 6   | non qualifié     | non qualifié     | non qualifié     | non qualifié     | non qualifié                     | non qualifié                     | non qualifié     | 33e    |